# Jürgen Raiber
Jürgen Raiber (né le 15 octobre 1957 à Nordhausen) est un peintre et sculpteur allemand.

## Biographie
De 1983 à 1988, il étudie la peinture et le dessin à la Hochschule für Grafik und Buchkunst Leipzig auprès de Dietrich Burger, Volker Stelzmann, Walter Libuda, Ulrich Hachulla puis le dessin auprès de Rolf Kuhrt. En tant que représentant de la génération intermédiaire de l'école de Leipzig, il a pour camarades Neo Rauch, Reinhard Minkewitz ou Michael Triegel. De 1988 à 1991, il suit une maîtrise auprès de Werner Tübke. Les années suivantes, Raiber travaille le dessin et la gravure. De 1998 à 2002, il suit le cours de sculpture à la Burg Giebichenstein Kunsthochschule Halle auprès de Bernd Göbel. Il fait des œuvres en bois, en pierre, en argile et en bronze. En 1990, il adhère à la section allemande de XYLON.

## Source de la traduction
- (de) Cet article est partiellement ou en totalité issu de l’article de Wikipédia en allemand intitulé « Jürgen Raiber » (voir la liste des auteurs).